# Neil Hodgson
Neil Stuart Hodgson (Burnley, 20 novembre 1973) è un pilota motociclistico britannico, campione mondiale Superbike nel 2003.
Più che per i risultati ottenuti nelle gare del motomondiale è maggiormente conosciuto per la sua attività sportiva nelle Superbike, sia nel campionato britannico sia nel campionato mondiale, culminata con la conquista del titolo iridato in sella alla Ducati 999F03 nel 2003.

## Carriera
Dopo qualche competizione di motocross e un periodo di apprendistato al di fuori dei campionati di rilievo, debutta nel campionato britannico arrivando a vincere, nel 1992, il titolo nazionale classe 125. Nello stesso anno gli viene concesso di partecipare alla prova di casa nel motomondiale 125 come wild card oltre a quella del campionato europeo dove chiude sesto.
L'avventura nelle "ottavo di litro" continua per due stagioni (tutte corse su Honda) prima di passare, sul finire della stagione '94, alla classe 500. Nel 1995, ingaggiato dal team World Champ Motorsports, termina la stagione all'undicesimo posto in classifica generale prima di passare al mondiale per derivate di serie.
La sua avventura nel campionato mondiale Superbike comincia nel 1996 in sella ad una Ducati 916 nel team Ducati Corse, con la quale conquista il suo primo podio sul circuito di Laguna Seca e chiude la stagione al 10º posto. Non vanno molto meglio le due stagioni successive, l'ultima delle quali a bordo di una Kawasaki ZX-7RR del team Kawasaki Racing, con un 9º e un 11º posto nella classifica generale.
Decide così di tornare al campionato Britannico Superbike nel team GSE Racing, con il quale nel 2000 fa suo il titolo nazionale, dopo un duello con Chris Walker su Suzuki. Nella stessa stagione corre anche come wild card nel mondiale Superbike nei circuiti britannici, cogliendo 2 successi, uno a Donington ed uno a Brands Hatch.
Nel 2001 torna così nel mondiale Superbike, sempre con la Ducati 996 RS del team GSE Racing, con cui conquista il 5º posto in quella stagione ed il 3º in quella successiva.
Nel 2003, complice anche il passaggio di Troy Bayliss in MotoGP, il team Fila Ducati gli affida una delle 999 F03 ufficiali e lui sfrutta subito l'occasione conquistando il titolo mondiale con 489 punti, frutto di 13 vittorie e 7 secondi posti dopo un duello con il compagno di squadra Rubén Xaus.
Dopo la poco felice stagione in MotoGP nel 2004, nel 2005 Hodgson, essendo già al completo la squadra ufficiale Ducati nel WSBK e non avendo intenzione di tornare nel campionato britannico, decide di tentare l'avventura statunitense nel campionato AMA Superbike nel team ufficiale Ducati Parts Unlimited. Chiudendolo sesto nel 2005 e quinto nel 2006.
Nel 2007, complice il ritiro della squadra ufficiale Ducati, Hodgson rimane appiedato. Gareggia come wild card nel campionato AMA Superbike con il team Corona Honda nella gara di Laguna Seca.
Rimane legato alla Honda anche per i due anni successivi. Nel 2008 termina la stagione al sesto posto collezionando anche due podi. L'anno seguente è invece undicesimo anche a causa di un grave incidente subito durante un allenamento di motocross che lo costringe a saltare alcune gare.
Nel 2010 abbandona gli Stati Uniti per tornare in Gran Bretagna e partecipare al campionato che lo aveva lanciato quasi 20 anni prima. Un incidente durante la prima prova del campionato a Brands Hatch, però, aggrava le condizioni della spalla già pesantemente infortunata la precedente stagione e lo costringe al ritiro dalle corse, annunciato il 23 aprile 2010. Il suo posto nel team Motorpoint Yamaha viene preso da Ian Lowry.

## Risultati in gara

### Motomondiale

#### Classe 125
| 1992 | Classe | Moto  |  |  |  |  |  |  |  |  |  |  |    |  |  |  |  | Punti | Pos. |
| ---- | ------ | ----- |  |  |  |  |  |  |  |  |  |  | -- |  |  |  |  | ----- | ---- |
| 1992 | 125    | Honda |  |  |  |  |  |  |  |  |  |  | 26 |  |  |  |  | 0     |      |

| 1993 | Classe | Moto  |     |     |    |    |     |    |    |    |    |    |    |    |    |     |  | Punti | Pos. |
| ---- | ------ | ----- | --- | --- | -- | -- | --- | -- | -- | -- | -- | -- | -- | -- | -- | --- |  | ----- | ---- |
| 1993 | 125    | Honda | Rit | Rit | 16 | 12 | Rit | 24 | 15 | 19 | 20 | 10 | 11 | 15 | 15 | Rit |  | 18    | 24º  |

| 1994 | Classe | Moto  |     |    |     |     |    |    |    |     |    |    |     |    |  |  |  | Punti | Pos. |
| ---- | ------ | ----- | --- | -- | --- | --- | -- | -- | -- | --- | -- | -- | --- | -- |  |  |  | ----- | ---- |
| 1994 | 125    | Honda | Rit | 17 | Rit | Rit | 27 | 16 | 18 | Rit | 20 | 21 | Rit | 22 |  |  |  | 0     |      |

| Legenda | 1º posto        | 2º posto            | 3º posto            | A punti      | Senza punti        | Grassetto – Pole position Corsivo – Giro più veloce |
| Legenda | Gara non valida | Non qual./Non part. | Ritirato/Non class. | Squalificato | '-' Dato non disp. | Grassetto – Pole position Corsivo – Giro più veloce |

#### Classe 500
| 1994 | Classe | Moto          |  |  |  |  |  |  |  |  |  |  |  |  |    |    |  | Punti | Pos. |
| ---- | ------ | ------------- |  |  |  |  |  |  |  |  |  |  |  |  | -- | -- |  | ----- | ---- |
| 1994 | 500    | Harris Yamaha |  |  |  |  |  |  |  |  |  |  |  |  | 15 | 16 |  | 1     | 32º  |

| 1995 | Classe | Moto                |    |     |    |    |    |    |    |   |   |    |    |    |   |  |  | Punti | Pos. |
| ---- | ------ | ------------------- | -- | --- | -- | -- | -- | -- | -- | - | - | -- | -- | -- | - |  |  | ----- | ---- |
| 1995 | 500    | ROC Yamaha e Yamaha | 20 | Rit | 14 | 12 | 14 | 14 | 13 | 8 | 7 | 10 | 11 | 10 | 9 |  |  | 54    | 11º  |

| Legenda | 1º posto        | 2º posto            | 3º posto            | A punti      | Senza punti        | Grassetto – Pole position Corsivo – Giro più veloce |
| Legenda | Gara non valida | Non qual./Non part. | Ritirato/Non class. | Squalificato | '-' Dato non disp. | Grassetto – Pole position Corsivo – Giro più veloce |

#### MotoGP
| 2004 | Classe | Moto   |     |     |     |    |    |    |    |    |    |    |     |   |     |     |    |    | Punti | Pos. |
| ---- | ------ | ------ | --- | --- | --- | -- | -- | -- | -- | -- | -- | -- | --- | - | --- | --- | -- | -- | ----- | ---- |
| 2004 | MotoGP | Ducati | Rit | Rit | Rit | 11 | 12 | 10 | 16 | 13 | 10 | 11 | Rit | 8 | Rit | Rit | 18 | 15 | 38    | 17º  |

| Legenda | 1º posto        | 2º posto            | 3º posto            | A punti      | Senza punti        | Grassetto – Pole position Corsivo – Giro più veloce |
| Legenda | Gara non valida | Non qual./Non part. | Ritirato/Non class. | Squalificato | '-' Dato non disp. | Grassetto – Pole position Corsivo – Giro più veloce |

### Campionato mondiale Superbike
| 1996 | Moto   |    |     |    |    |    |    |   |   |    |   |   |   |   |     |     |   |    |    |   |   |   |   |     |    |  |  | Punti | Pos. |
| ---- | ------ | -- | --- | -- | -- | -- | -- | - | - | -- | - | - | - | - | --- | --- | - | -- | -- | - | - | - | - | --- | -- |  |  | ----- | ---- |
| 1996 | Ducati | 12 | Rit | NP | NP | NP | NP | 6 | 9 | 11 | 4 | 3 | 9 | 8 | Rit | Rit | 8 | 13 | 14 | 7 | 6 | 8 | 8 | Rit | 12 |  |  | 122   | 10º  |

| 1997 | Moto   |     |     |   |   |   |   |   |   |  |  |     |   |   |   |   |     |   |   |     |   |    |     |     |   |  |  | Punti | Pos. |
| ---- | ------ | --- | --- | - | - | - | - | - | - |  |  | --- | - | - | - | - | --- | - | - | --- | - | -- | --- | --- | - |  |  | ----- | ---- |
| 1997 | Ducati | Rit | Rit | 7 | 4 | 4 | 9 | 6 | 8 |  |  | Rit | 9 | 4 | 6 | 8 | Rit | 5 | 5 | Rit | 8 | 18 | Rit | Rit | 7 |  |  | 137   | 9º   |

| 1998 | Moto     |   |     |    |     |   |   |   |    |     |    |   |   |     |     |   |   |     |   |   |    |    |   |   |    |  |  | Punti | Pos. |
| ---- | -------- | - | --- | -- | --- | - | - | - | -- | --- | -- | - | - | --- | --- | - | - | --- | - | - | -- | -- | - | - | -- |  |  | ----- | ---- |
| 1998 | Kawasaki | 8 | Rit | 12 | Rit | 4 | 7 | 7 | 14 | Rit | 11 | 7 | 8 | Rit | Rit | 9 | 6 | Rit | 9 | 8 | 10 | 10 | 9 | 6 | 16 |  |  | 124,5 | 11º  |

| 2000 | Moto   |  |  |  |  |  |  |   |   |  |  |  |  |  |  |  |  |  |  |   |   |  |  |  |  |   |     | Punti | Pos. |
| ---- | ------ |  |  |  |  |  |  | - | - |  |  |  |  |  |  |  |  |  |  | - | - |  |  |  |  | - | --- | ----- | ---- |
| 2000 | Ducati |  |  |  |  |  |  | 3 | 1 |  |  |  |  |  |  |  |  |  |  | 2 | 1 |  |  |  |  | 4 | Rit | 99    | 12º  |

| 2001 | Moto   |     |   |     |   |    |    |   |   |     |   |   |   |   |   |   |    |   |   |   |   |   |    |   |   |    |   | Punti | Pos. |
| ---- | ------ | --- | - | --- | - | -- | -- | - | - | --- | - | - | - | - | - | - | -- | - | - | - | - | - | -- | - | - | -- | - | ----- | ---- |
| 2001 | Ducati | Rit | 5 | Rit | 4 | 11 | AN | 7 | 5 | Rit | 7 | 1 | 2 | 8 | 2 | 6 | 16 | 2 | 3 | 2 | 2 | 7 | 10 | 5 | 5 | 10 | 7 | 269   | 5º   |

| 2002 | Moto   |   |   |   |   |   |   |   |   |   |   |   |   |     |   |   |   |   |   |   |   |   |   |     |   |   |   | Punti | Pos. |
| ---- | ------ | - | - | - | - | - | - | - | - | - | - | - | - | --- | - | - | - | - | - | - | - | - | - | --- | - | - | - | ----- | ---- |
| 2002 | Ducati | 6 | 5 | 5 | 4 | 5 | 4 | 4 | 3 | 2 | 4 | 3 | 6 | Rit | 8 | 3 | 4 | 5 | 3 | 2 | 3 | 3 | 3 | Rit | 4 | 4 | 5 | 326   | 3º   |

| 2003 | Moto   |   |   |   |   |   |   |   |   |   |   |   |   |     |   |   |   |   |   |   |   |   |   |   |     |  |  | Punti | Pos. |
| ---- | ------ | - | - | - | - | - | - | - | - | - | - | - | - | --- | - | - | - | - | - | - | - | - | - | - | --- |  |  | ----- | ---- |
| 2003 | Ducati | 1 | 1 | 1 | 1 | 1 | 1 | 1 | 1 | 1 | 2 | 1 | 1 | Rit | 2 | 2 | 2 | 2 | 5 | 2 | 1 | 2 | 4 | 1 | Rit |  |  | 489   | 1º   |

| Legenda | 1º posto        | 2º posto            | 3º posto           | A punti      | Senza punti        | Grassetto – Pole position Corsivo – Giro più veloce |
| Legenda | Gara non valida | Non qual./Non part. | Ritirato/Non class | Squalificato | '-' Dato non disp. | Grassetto – Pole position Corsivo – Giro più veloce |